# CAE Fidesys
CAE Fidesys — общее название для линейки продуктов от компании «Фидесис», предназначенных для прочностных и смежных с ними расчётов.

## Разработчик
CAE Fidesys была разработана компанией «Фидесис», основанной в 2009 году специалистами и выпускниками кафедры вычислительной механики механико-математического факультета МГУ им. М. В. Ломоносова. Компания имеет статус резидента Инновационного центра «Сколково».
23 февраля 2024 года, компания была включена в блокирующий санкционный список США.

## CAE Fidesys Standard
Коммерческая версия CAE Fidesys Standard была выпущена в 2012 году.
CAE Fidesys Standard включает следующий функционал:
- решение задач при плоских напряжениях и плоских деформациях;
- расчёт напряжённо-деформированного состояния трёхмерных тел при статическом и динамическом нагружении;
- расчёт собственных частот и форм колебаний упругих тел;
- расчёт критических нагрузок и форм потери устойчивости;
- решение задач для тел, содержащих балочные и/или оболочечные элементы.

## CAE Fidesys Online
Fidesys online — бесплатная облачная система автоматизированных инженерных расчётов. При помощи Fidesys online пользователи могут решать линейные и нелинейные статические задачи прочности.
Все вычисления и визуализация результатов расчёта загруженной пользователем CAD-модели полностью происходят в облаке. В дальнейшем результаты расчёта можно выгрузить на устройство пользователя в формате VTK.
Сервис позволяет производить расчет напряжённо-деформированного состояния тела при статическом нагружении.
Для расчётов используется метод конечных элементов. Возможен расчёт модели, содержащей до 100 тысяч узлов конечноэлементной сетки.

## Дополнительные модули
Ниже приведён список дополнительных модулей:
- Fidesys Dynamics позволяет решать динамические задачи прочности методом спектральных элементов (МСЭ), максимальная погрешность расчёта которого не превышает 0,2 % (при использовании метода конечных элементов (МКЭ) она составляет в среднем 4 % при сопоставимом числе степеней свободы).
- Fidesys HPC — модуль для распараллеливания процесса решения статических и динамических задач прочности. Данный модуль позволяет полностью распараллелить весь вычислительный процесс с использованием технологий OpenMP/MPI, начиная с этапа построения матрицы жёсткости. Такое распараллеливание позволяет значительно увеличить скорость вычислений.
- Fidesys Composite — модуль для построения реалистичной микроструктуры композита и расчёта эффективных механических характеристик композиционных материалов[4].